# 셰올
셰올(영어: Sheol, 히브리어: שְׁאוֹל 쉐올) 또는 스올이라고 한다.  한글 개역개정 성경은 스올이라고 표기하고 있다. 스올은 의로운 자나 악한 자 상관없이 죽은 자들은 예외없이 모두 들어가는 지하 세계 곧 무덤을 말한다. 고대 히브리인들은 우주를 하늘, 땅, 땅 밑(지하)의 3층 구조로 이해했다. 그 중에서 땅 밑, 곧 스올은 죽은 자들의 영혼이 예외없이 모두 들어가는 죽은 자들의 사후거처로 인식되었다. 이처럼 구약시대에는 그 곳이 단지 무덤으로 간주되었으며, 악인에 대한 형벌의 장소라는 개념이 없었다. 하지만 신약시대에 이르러 그 곳은 '게헨나' 곧 지옥으로서 악인들이 형벌을 받는 고통과 저주의 장소로 생각되었다

## 같이 보기
- 하데스 (기독교)
- 에이레네
- 헬레니즘 유대교
- 고성소
- 타르타로스
- 시발바